# لو هیم
لو هیم (انگلیسی: Lou Heim; ۳۰ اوت ۱۸۷۴ – ۲۱ آوریل ۱۹۵۴) قایقران روئینگ اهل ایالات متحده آمریکا بود.